# Fischerjungen-Brunnen

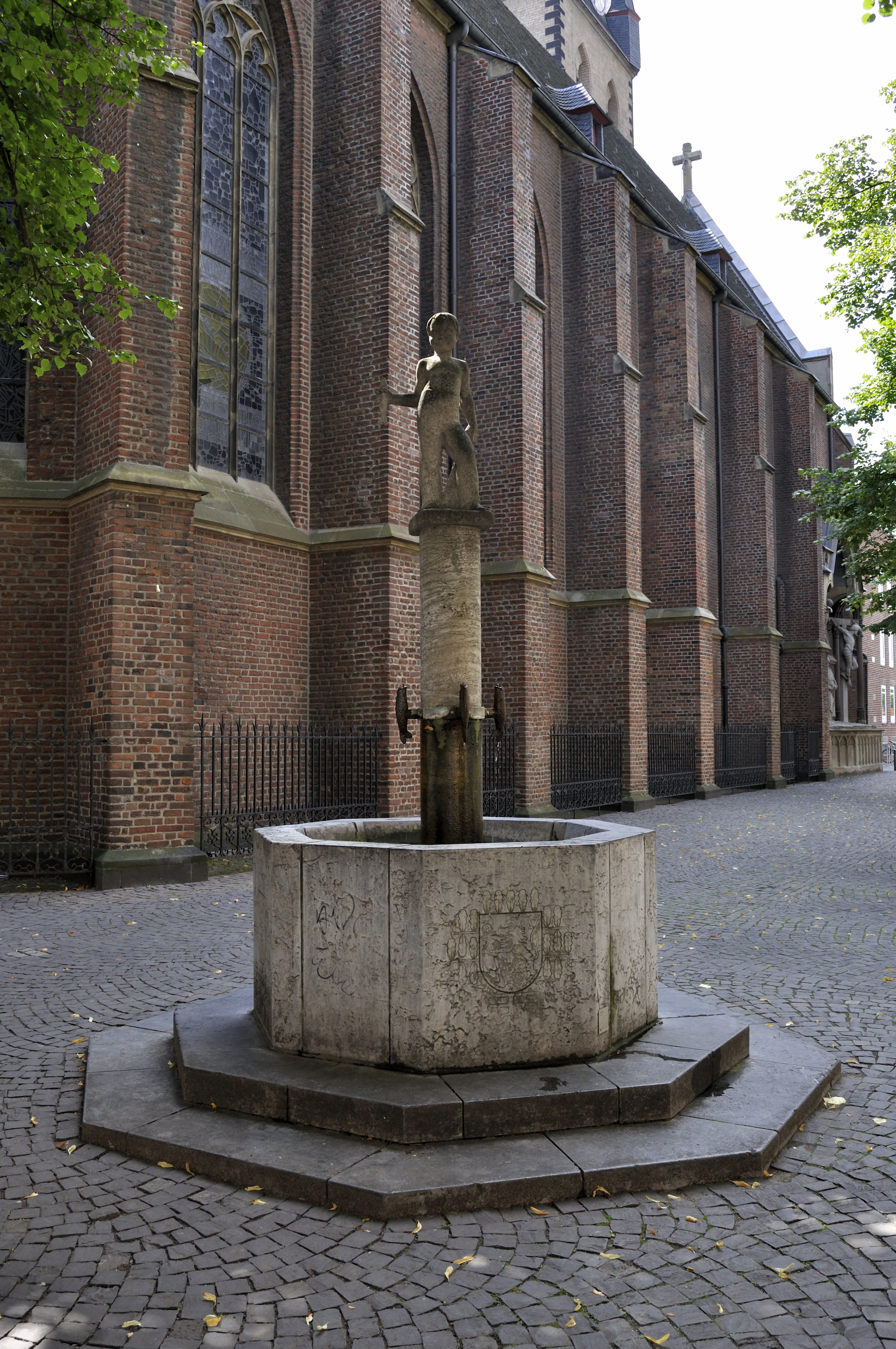
Fischerjungen-Brunnen

Der Fischerjungen-Brunnen befindet sich am Stiftsplatz bei der Kirche St. Lambertus in der Düsseldorfer Altstadt.

## Geschichte
Anlässlich des 650-jährigen Stadtjubiläums von Düsseldorf gab der Heimatverein Düsseldorfer Jonges den Brunnen in Auftrag. Der vom Bildhauer Willi Hoselmann geschaffene Brunnen wurde am 16. August 1938 enthüllt. Es zeigt einen Fischerjungen sowie wasserspeiende Fische am Brunnenschaft. 1948 und 1954 wurde die Figur zerstört und später rekonstruiert. Im Sockel sind vorne und rechts je ein Wappen sowie hinten eine Widmung eingraviert:

„ZUR ERINNERUNG AN DIE 650 JAHRFEIER DER STADT DÜSSELDORF / ERRICHTET VOM HEIMATVEREIN DÜSSELDORFER JONGES E.V. / 16. AUGUST 1938“